# Сукроменское сельское поселение
Сукро́менское се́льское поселе́ние — упразднённое муниципальное образование в составе Бежецкого района Тверской области, существовавшее в 2005 — 2023 годах.
Центр поселения — село Сукромны.

## Географические данные
- Общая площадь: 284 км²
- Нахождение: юго-восточная часть Бежецкого района.
  - Граничит:
    - на севере — с Городищенским СП
    - на северо-востоке — с Сонковским районом, Беляницкое СП
    - на юго-востоке — с Кесовогорским районом, Лисковское СП и Стрелихинское СП
    - на юго-западе — с Житищенским СП
    - на западе — с Васюковским СП
    - на северо-западе — с Зобинским СП

Главная река — Остречина.
По территории поселения проходит автодорога «Бежецк—Кесова Гора—Кашин».

## История
В XIII—XIV вв. территория поселения относилась к Бежецкому Верху Новгородской земли.

В XV веке присоединена к Великому княжеству Московскому.
В XIX — начале XX века деревни поселения относились к Сукроменской, Беляницкой и Радуховской волостям Бежецкого уезда Тверской губернии.
В 1940-50-е годы на территории поселения существовали Сукроменский и Плотниковский сельсоветы Бежецкого района и Юркинский и Хозницкий сельсоветы Кесовогорского района Калининской области.
Образовано в 2005 году, включило в себя территории Плотниковского, Сукроменского и Хозницкого сельских округов.
Законом Тверской области от 13 апреля 2023 года № 15-ЗО муниципальное образование было упразднено с включением всех населённых пунктов в состав Бежецкого муниципального округа.

## Население
| 2005 | 2008  | 2010  | 2011  | 2012  | 2013  | 2014  |
| ---- | ----- | ----- | ----- | ----- | ----- | ----- |
| 1617 | ↘1444 | ↘1151 | ↘1142 | ↘1064 | ↘1030 | ↘986  |
| 2015 | 2016  | 2017  | 2018  | 2019  | 2020  | 2021  |
| ↘933 | ↘911  | ↘905  | ↘901  | ↗905  | ↗926  | ↗1043 |

На 01.01.2008 — 1444 человек.

## Состав сельского поселения
В состав сельского поселения входят 43 населённых пункта:
| №  | Населённый пункт | Тип     | Население |
| -- | ---------------- | ------- | --------- |
| 1  | Белое            | село    | ↘29       |
| 2  | Бор Бельский     | деревня | ↘21       |
| 3  | Бор Михалевский  | деревня | ↘1        |
| 4  | Бор Шкени        | деревня | ↘34       |
| 5  | Веселуха         | деревня | →0        |
| 6  | Власьево         | деревня | ↘1        |
| 7  | Горка Юркинская  | деревня | ↘49       |
| 8  | Горны            | деревня | ↘15       |
| 9  | Губа             | деревня | ↘1        |
| 10 | Дубровка         | деревня | ↘0        |
| 11 | Дуброво          | деревня | →0        |
| 12 | Ерогнеевка       | деревня | ↘1        |
| 13 | Желдыбино        | деревня | →1        |
| 14 | Жирки            | деревня | →1        |
| 15 | Жихино           | деревня | →0        |
| 16 | Задорье          | деревня | →0        |
| 17 | Запрудье         | деревня | ↘24       |
| 18 | Ивашково         | деревня | ↘1        |
| 19 | Каликино         | деревня | ↘8        |
| 20 | Кулигино         | деревня | ↘1        |
| 21 | Кушалино         | деревня | ↘8        |
| 22 | Лазарево         | деревня | ↘5        |
| 23 | Мартыново        | деревня | ↘0        |
| 24 | Михалево         | деревня | ↗14       |
| 25 | Мышенки          | деревня | →0        |
| 26 | Нивы             | деревня | ↘0        |
| 27 | Новгородское     | деревня | ↘1        |
| 28 | Новинка          | деревня | →0        |
| 29 | Новое Село       | село    | ↘8        |
| 30 | Ночвино          | деревня | ↘1        |
| 31 | Осташково        | деревня | →0        |
| 32 | Пески            | деревня | →0        |
| 33 | Плотники         | деревня | ↗201      |
| 34 | Польцо           | село    | ↘1        |
| 35 | Поповка          | деревня | →0        |
| 36 | Попцово          | деревня | ↘59       |
| 37 | Романцево        | деревня | ↘11       |
| 38 | Савельево        | деревня | ↘9        |
| 39 | Скрипки          | деревня | ↘1        |
| 40 | Сукромны         | село    | ↘488      |
| 41 | Хозницы          | деревня | ↘40       |
| 42 | Чудинково        | деревня | ↘29       |
| 43 | Юркино           | деревня | ↘69       |

### Бывшие населенные пункты
В 1998 году исключена из учётных данных деревня Маслово.

Ранее исчезли деревни: Брыково, Деревеньки, Емельяниха, Литвиново, Рахнево, Селишки, Семенково, Суровиха и другие.

## Экономика
Крупнейшее хозяйство — колхоз «Красный Льновод».

## Известные люди
В деревне Скрипки родился Герой Советского Союза Иван Михайлович Горячев.
- В селе Польцо родился Анатолий Иванович Чистобаев — д.г.н., проф. кафедры региональной диагностики и политической географии факультета географии и геоэкологии СПбГУ, директор НИИ географии СПбГУ, заместитель председателя Научного совета «Экология и природные ресурсы» при Президенте Санкт-Петербургского Научного центра РАН.